# SummerSlam (2008)
SummerSlam 2008 odbyło się 17 sierpnia 2008 w Conseco Fieldhouse, Indianapolis. Odbyły się tam walki między zawodnikami WWE. Największą atrakcją była walka między The Undertakerem i Edge’em. Hymn SummerSlam: Jet Black Stare-Ready To Roll.

## Wyniki
| Lp.                                | Wynik                                                                                         | Stypulacje                                                                          | Czas  |
| ---------------------------------- | --------------------------------------------------------------------------------------------- | ----------------------------------------------------------------------------------- | ----- |
| 1                                  | Triple H (c) pokonał The Great Khaliego                                                       | Singles match o WWE Championship                                                    | 10.00 |
| 2                                  | Montel Vontavious Porter pokonał Jeffa Hardy’ego                                              | Singles match                                                                       | 10:12 |
| 3                                  | Mark Henry (c) pokonał Matta Hardy’ego                                                        | Singles match o ECW Championship                                                    | 00.31 |
| 4                                  | Glamarella (Santino Marella & Beth Phoenix) pokonali Kofiego Kingstona (c) i Mickie James (c) | Mixed Tag Team match o WWE Intercontinental Championship & WWE Women's Championship | 05:39 |
| 5                                  | CM Punk (c) pokonał Johna „Bradshawa” Layfielda                                               | Singles match o World Heavyweight Championship                                      | 11:52 |
| 6                                  | Batista pokonał Johna Cenę                                                                    | Singles match                                                                       | 14:10 |
| 7                                  | The Undertaker pokonał Edge’a                                                                 | Hell in a Cell match                                                                | 26:41 |
| (c) – mistrz/mistrzyni przed walką |                                                                                               |                                                                                     |       |